# 吴成德
吴成德（1912年10月—1996年3月），山西新绛人，中国人民志愿军第三兵团第六十军第一八○师代政委、政治部主任，朝鲜战争中被俘，是志愿军中被俘级别最高人员。战后回国被开除党籍、军籍，按营级干部转业，分配到辽宁省盘锦农垦局大洼农场任副场长。1982年3月平反，恢复党籍，享受军级干部待遇。